# Massimo Fiorio (scrittore)
Massimo Fiorio (Verona, 18 agosto 1977) è un musicista e scrittore italiano.

## Biografia
Conosciuto in rete con il nickname Dietnam, è stato il bassista degli Slumber. Attualmente suona nei Canadians (vincitori dell'Heineken Jammin' Contest 2006 e del premio come Best New Artist 2007 assegnato da Mtv Italy), band prodotta da Ghost Records e distribuita in Italia, Europa, Usa e Giappone. Nell'estate del 2010, insieme a Vittorio Pozzato, fonda i Lava Lava Love.
Nel gennaio del 2006 ha ideato e realizzato assieme a Riccardo Bidoia il sito Roundhouse Kicks sui Chuck Norris facts (dando ufficialmente il via alle battute su Chuck Norris anche in Italia, riprese poi anche dallo Zoo di 105). Il sito, considerato dal Financial Times uno dei 10 siti più influenti d'Italia, ha vinto il premio Rivelazioni del web 2007 assegnato da Yahoo! Italia.
Dal sito, noto anche col nome di We Love Chuck Norris, sono stati tratti cinque libri: I fermenti lattici dello yogurt di Chuck Norris sono tutti morti, Tea 2007, Chuck Norris ha aperto quella porta, Tea 2008, Chuck Norris ha un armadio nello scheletro, Tea 2009, Chuck Norris non ha l'altra guancia, Tea 2010, e L'albero di Natale di Chuck Norris ha le palle quadrate, Tea 2011.
I cinque libri hanno venduto finora più di 120 000 copie.
Nel febbraio del 2008 ha creato, sempre con Riccardo Bidoia, il sito Barack Obama is your friend, dal quale è stato tratto il libro Barack Obama ha votato per te, Tea 2009.
Nel novembre del 2013 ha pubblicato il libro Chuck Norris ha il dente del giudizio universale, la raccolta dei cinque volumi dedicati ai facts di Chuck Norris, contenente anche 500 frasi inedite.
Da marzo 2024 collabora al podcast Libri Brutti Podcast di Auroro Borealo.

## Discografia
Ha pubblicato i seguenti dischi:
- 1999 - Slumber - Low Flying Aircraft (cd), autoprodotto.
- 2000 - Bosvelt - The complete collection (cd), Hoboken Records.
- 2002 - Slumber - Mr Ritchey and the stereo theory (cd), Hoboken Records.
- 2003 - Slumber - Never been a girl (cd), Fosbury Records.
- 2003 - Bosvelt - Stupid stupid love songs (cd), Hoboken Records.
- 2005 - Canadians - The north side of summer ep (mini cd), Hoboken Records.
- 2007 - Canadians - A sky with no stars (cd), Ghost Records / Warner Chappell Publishing.
- 2007 - Canadians - Summer teenage girl (mini cd), Ghost Records / Warner Chappell Publishing.
- 2008 - Canadians - The godfather ep (mini cd), Ghost Records.
- 2009 - Canadians - Dracula ep (mini cd), Ghost Records.
- 2010 - Canadians - The fall of 1960 (cd), Ghost Records / Warner Chappell Publishing.
- 2011 - Lava Lava Love - Their first extended play (mini cd), autoprodotto.
- 2011 - Lava Lava Love - A bunch of love songs and zombies (cd), The Prisoner Records / Audioglobe.
- 2012 - Lava Lava Love - Remixes (mini cd), autoprodotto.
- 2013 - Lava Lava Love - Au printemps (cd), The Prisoner Records / Audioglobe.
- 2018 - Canadians - Mitch (cd), Bello Records
- 2019 - 5 A.M. - 5 A.M., autoprodotto
- 2020 - Dietnam - Un disco molto breve, autoprodotto

## Opere pubblicate
Ha pubblicato i seguenti libri:
- 2007 - I fermenti lattici dello yogurt di Chuck Norris sono tutti morti, TEA.
- 2008 - Chuck Norris ha aperto quella porta, TEA.
- 2009 - Barack Obama ha votato per te, TEA.
- 2009 - Chuck Norris ha un armadio nello scheletro, TEA.
- 2010 - Chuck Norris non ha l'altra guancia, TEA.
- 2011 - L'albero di Natale di Chuck Norris ha le palle quadrate, TEA.
- 2013 - Chuck Norris ha il dente del giudizio universale, TEA/Tre60